# EICAR
EICAR (European Institute for Computer Antivirus Research) è un'organizzazione fondata nel 1991, la quale si propone di migliorare la ricerca antivirus e lo sviluppo di software antivirus. Recentemente, l'organizzazione si è concentrata anche su altri temi riguardanti la sicurezza informatica, quali: reti LAN wireless, RFID e la sicurezza delle informazioni.

## EICAR test file
In collaborazione con la CARO (Computer Antivirus Research Organization), la EICAR ha progettato, realizzato e distribuito il programma EICAR test file, che serve a testare l'integrità dei software Antivirus.
Il file consiste in una semplice sequenza di caratteri ASCII lunga 68 caratteri, creabile con qualsiasi editor di testo.

X5O!P%@AP[4\PZX54(P^)7CC)7}$EICAR-STANDARD-ANTIVIRUS-TEST-FILE!$H+H*